# Cantone di Noisiel
Il Cantone di Noisiel era una divisione amministrativa dell'arrondissement di Torcy.
È stato soppresso a seguito della riforma complessiva dei cantoni del 2014, che è entrata in vigore con le elezioni dipartimentali del 2015.
Comprendeva i comuni di:
- Lognes
- Noisiel